# Копылов, Николай Васильевич
Николай Васильевич Копылов (род. 1921) — советский ученый, кандидат экономических наук, профессор; член-корреспондент Международной академии информатизации.

## Биография
Родился в 1921 году.
Участник Великой Отечественной войны. Начал воевать в 1941 году в истребительном батальоне. После окончания спецшколы партизанского движения был назначен начальником штаба (с 7 октября 1942 по 10 июня 1943) 4-го партизанского отряда 9-й партизанской бригады, действовавшей в Калининской и Псковской областях.
В 1948 году окончил Московский государственный институт международных отношений с присвоением квалификации историк-международник и переводчик по Англии. В 1960 году Копылову была присуждена ученая степень кандидата экономических наук, в 1965 году он утвержден в ученом звании доцента, а в 1984 году было присвоено ученое звание профессора.
С 1968 по 1976 год работал доцентом кафедры экономической географии Московского финансового института (МФИ, ныне Финансовый университет при Правительстве РФ). С 1972 по 1998 год заведовал кафедрами «Экономическая география» (с 1972), «Управление, планирование и размещение производительных сил» (с 1988), «Экономическая география и региональная экономика» (с 1994). С 1999 по 2008 год был профессором-консультантом консультационного совета Финансовой академии при Правительстве РФ. В 1997 году Н. В. Копылов избран членом-корреспондентом Международной академии информатизации.

## Научная деятельность
В числе его опубликованных работ — учебное пособие «Крупные экономические районы СССР» (1974); учебники (соавтор и редактор) «Экономическая география СССР» (1976, 1983), «Размещение производительных сил» (1994, 2004, 2007); учебные пособия «Экономическое районирование и основы территориальной организации народного хозяйства СССР» (1983) и «Основы природопользования» (1998).
Николай Васильевич осуществлял руководство научной работой студентов, многие годы являлся членом Ученого совета Академии, был членом Совета института МЭО. Также участвовал в общественной жизни вуза — был неоднократным чемпион Академии по шахматам, избирался председателем Совета ветеранов войны и труда.

## Награды и звания
Награждён орденом Отечественной войны 1-й степени и медалями, в числе которых «Партизану Отечественной войны» 1-й степени. Удостоен нагрудного знака «Почетный работник высшего образования РФ» (2001).